# Valentin Roman
Marius-Valentin Roman (n. 22 iunie 1982, Buzău, România) este un politician român, ales în 2024 senator din partea partidului Alianța pentru Unirea Românilor (AUR).  

## Carieră politică

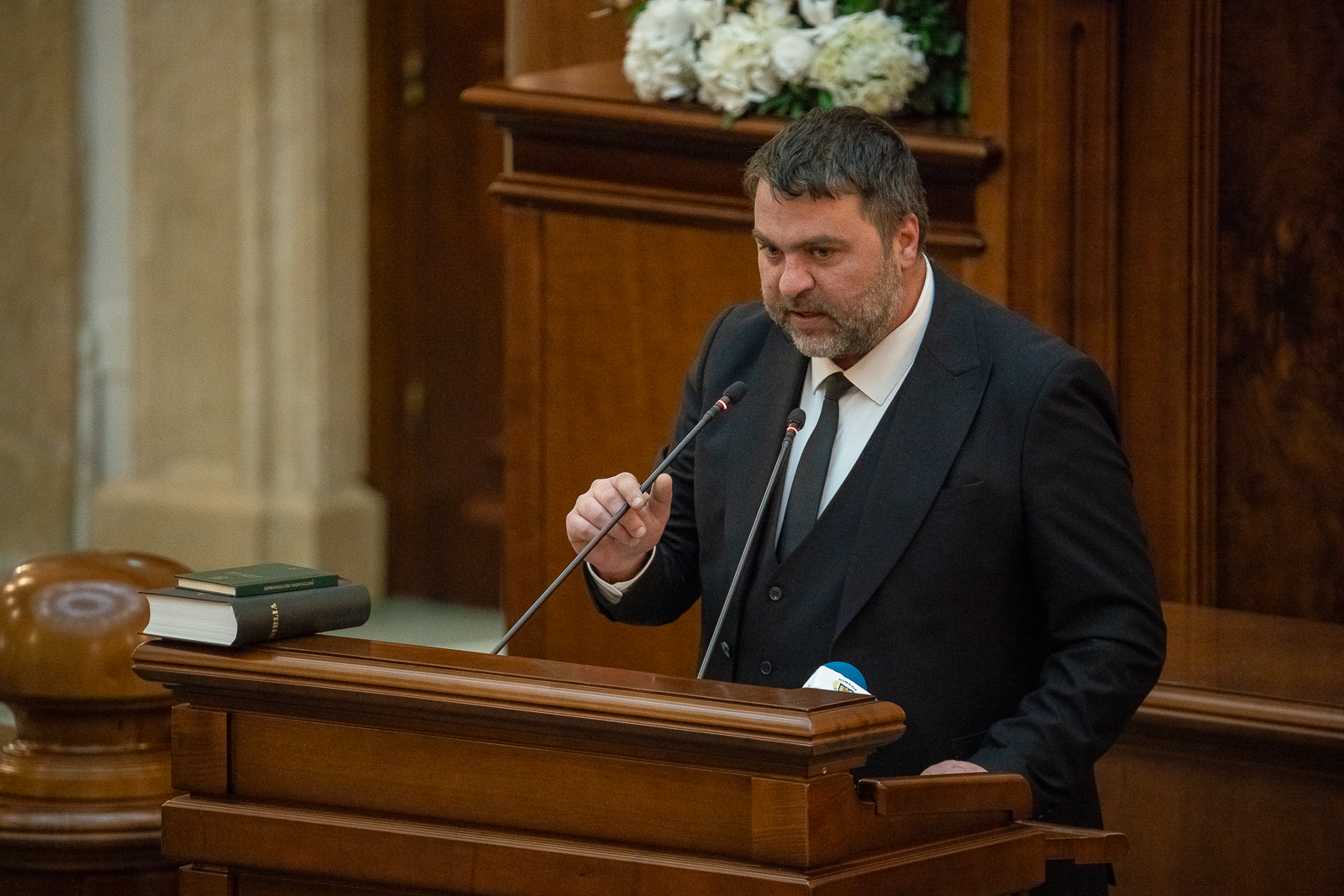
Roman depunând jurământul în Senat, 21 decembrie 2024

### Legislatura I (2024–prezent)
În urma alegerilor parlamentare din 2024 pe 1 decembrie, Roman a fost ales membru al Senatului României de județul Buzău, preluând mandatul pe 21 decembrie. Ca senator, este membru al grupului parlamentar de prietenie pentru Macedonia de Nord (președinte), Brazilia și Ecuador.